# گیتس
گیتس (به مجاری:  Gic) یک شهرداری در مجارستان است که در ناحیه پاپا واقع شده‌است. گیتس ۱۹٫۶۸ کیلومتر مربع مساحت و ۵۰۵ نفر جمعیت دارد.